# اسپرانتو (جزیره)
اسپرانتو نام بزرگ‌ترین جزیرهٔ گروه زد در سواحل شمالی شبه‌جزیرهٔ وارنا در جزایر شتلند جنوبی واقع در جنوبگان است.
این جزیرهٔ فاقد یخ، صخره‌ای است، و ارتفاع آن تا ۲۹۰ متر می‌رسد، و سطحی حدوداً ۹۵۰ متر در ۹۵۰ متر دارد و مساحت آن نزدیک به ۵۶ هکتار است.